# MTU-20
Der MTU-20 (russisch МТУ-20; Abkürzung von Мостоукладчик-20, auf Deutsch: Brückenlegefahrzeug-20; Objekt 155А) ist ein Brückenlegepanzer der Sowjetarmee und gehört zur Gruppe der Kampfunterstützungsfahrzeuge. Es basiert auf der Wanne des T-55.

## Entwicklungsgeschichte
Auf Anordnung des Verteidigungsministers der UdSSR wurde die Entwicklung eines neuen Brückenlegepanzers auf Kettenfahrgestell am 16. Juli 1962 verabschiedet. Bereits im Jahr 1963 konnte die Serienproduktion aufgenommen werden, welche bis 1977 anhielt. Der auf dem T-55 basierende MTU-20 fungierte als Nachfolger des MTU-12-Brückenlegepanzers. Eine modernisierte Version des MTU-20 ist der MTU-72, der Aluminumbrücke nach demselben Prinzip mit der Wanne des T-72 kombiniert.

## Technik
Die Schnellbrücke liegt auf dem T-55-Fahrgestell auf und verfügt über zwei umklappbare Enden, die vor dem Verlegen hydraulische umgeklappt werden. Dadurch erreicht die Brücke die Gesamtlänge von 20,0 Meter. Um die Stabilität beim Verlegen der Brücke zu erhöhen, befindet sich an der Wannenfront ein hydraulischer Stabilisator, der im Bedarfsfall abgesenkt wird. Die Schnellbrücke wird anschließend über das maximal 18 Meter breite Hindernis geschoben. 
Aus Gewichtseinsparungsgründen wurde die Brücke aus der Legierung Duraluminium gefertigt, was sich nachteilig auf die Verwendbarkeit auswirkte, da dadurch lediglich 15 bis 20 Überfahrten mit Panzern möglich waren und die Brücke somit unbrauchbar wurde. Demzufolge verfügte die sowjetische Armeeführung, dass die MTU-20-Brücke nur im Ernstfall genutzt werden darf.
Die Panzerung des Basisfahrzeuges entspricht der des T-55. Des Weiteren verfügt das Fahrzeug über eine IR-Nachtkampfausrüstung und über vollständigen ABC-Schutz, zudem kann die Besatzung die Brücke verlegen, ohne dass das Fahrzeug verlassen werden muss.
Technische Daten der Schnellbrücke
- Masse der Brücke; 7,0 Tonnen
- Traglast: 50 Tonnen
- Aufbauzeit: 5 Minuten
- Breite: 3,3 m
- Gesamtlänge: 20,0 m
- Seitenhöhe der Brücke: 1,0 m
- Maximale Breite des zu überwindenden Hindernisses: 18,0 m

## Nutzer
- Sowjetunion
- Ägypten[4]
- Indien[5]
- Nigeria[6]
- Russland[7]
- Syrien[8]

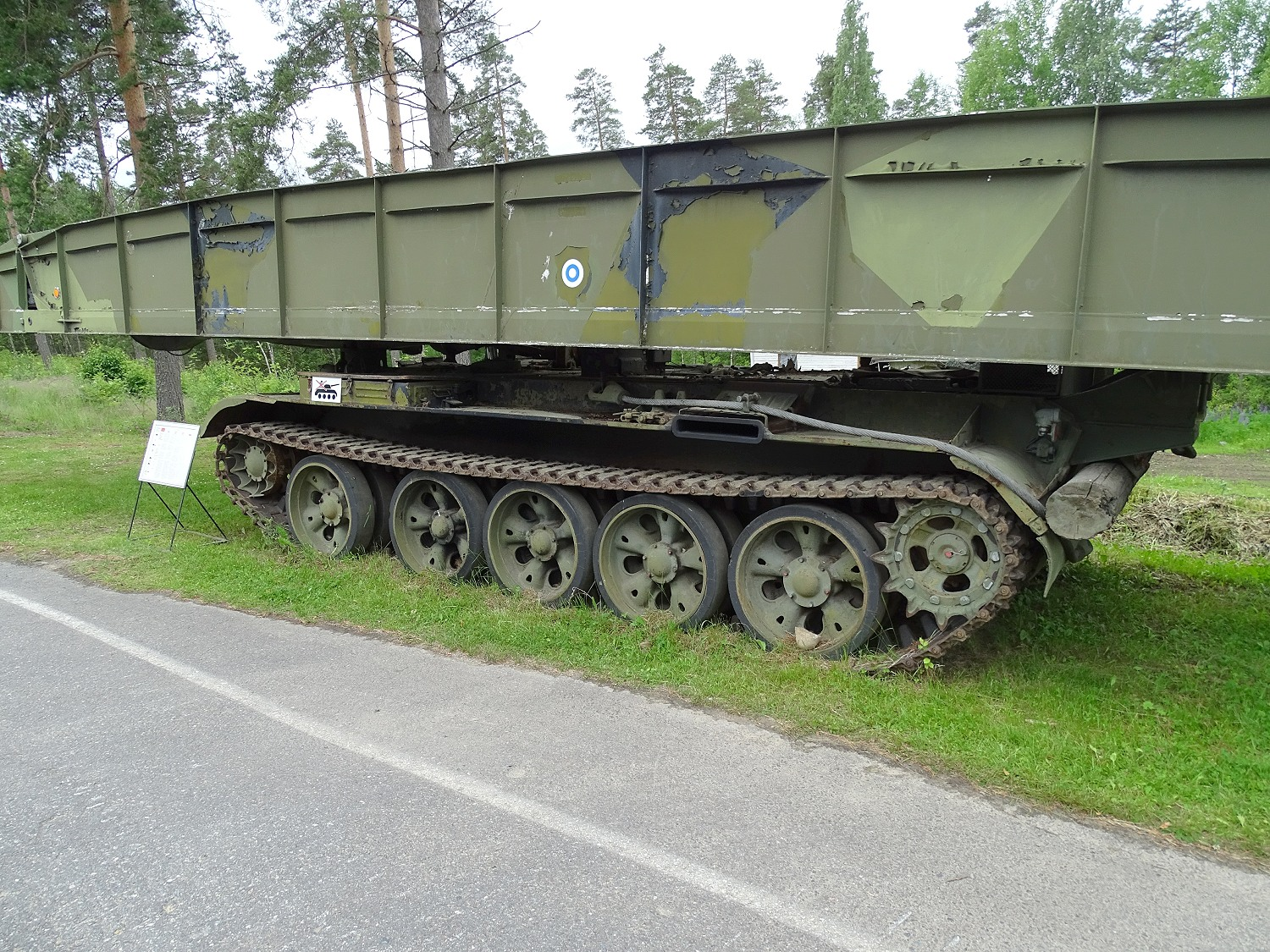
Finnischer MTU-20 in einem Museum

- Finnland: Fünf Fahrzeuge erhalten[9], mittlerweile ausgemustert.
- Ukraine[10]
- Israel: Ägyptische Fahrzeuge im Sechstagekrieg erbeutet.
- Belarus: Zwanzig Fahrzeuge erhalten.[11]